# Yang Luchan
El maestro Yang Luchan (Yang Lu-ch'an) 楊露禪, también conocido como Yang Fu-K'ui (楊福魁) (1799-1872) nació en Guangping (Kuang-p'ing), China. Fue un artista marcial chino, maestro de Tai Chi y uno de los más influyentes practicantes de este arte marcial. 
En la segunda década de 1800, Yang Luchan comenzó a estudiar el estilo Chen, y continuó haciéndolo por más de 10 años. Sus habilidades en la lucha le ganaron el mote de “Yang el Invencible”, lo que le consiguió un trabajo en la Ciudad Prohibida enseñando a la Guardia Imperial Manchú. Es el creador del Yang Taijiquan (楊氏太極拳), que comenzó a atraer la atención de la aristocracia y, como resultado, él y Wu Yuxiang comenzaron a desacelerar los movimientos, haciéndolos más uniformes y reservados, apropiados para practicantes más contemplativos.
Debido a su contribución para divulgar dicho arte y en el gran número de maestros que formó, el estilo Yang es reconocido como uno de los grandes cinco estilos de Tai Chi, y el más practicada a nivel mundial.
- Datos: Q1566571